# Muchachos bañándose en la laguna de Maracaibo
Muchachos bañándose en la laguna de Maracaibo es la segunda película venezolana producida, después de que Un célebre especialista sacando muelas en el gran Hotel Europa. El cual se proyectó en el Teatro Baralt de Maracaibo, en Venezuela, el 28 de enero de 1897.
La película muestra un grupo de niños disfrutando en el Lago de Maracaibo, siendo este el motivo del título del filme. No mucho se sabe sobre la producción de la película, y algunos académicos cuestionan la verdadera identidad de su director.

## Contenido
Como dice el título, la película muestra un grupo de niños que "bañan" en el lago de Maracaibo. Según ensayistas, se describe a la película estilísticamente similar a los trabajos de los hermanos Lumière. No se conservaron copias de la película, pero se han realizado al menos dos restauraciones parciales. La primera es una toma reconstruida de niños saltando al lago, incluida en el disco 4 de una colección de DVD de la Biblioteca Nacional de Venezuela que documenta la historia del cine venezolano; También se incluyeron otras imágenes de la película en el disco 3. En 2017, con motivo de celebrar 120 años del cine venezolano, la Asociación Venezolana de Exhibidores de Películas (AVEP) realiza una corta animación informativa y la colorización de la cinta, a la par de también colorizar Un célebre especialista sacando muelas en el gran Hotel Europa. 

## Proyección

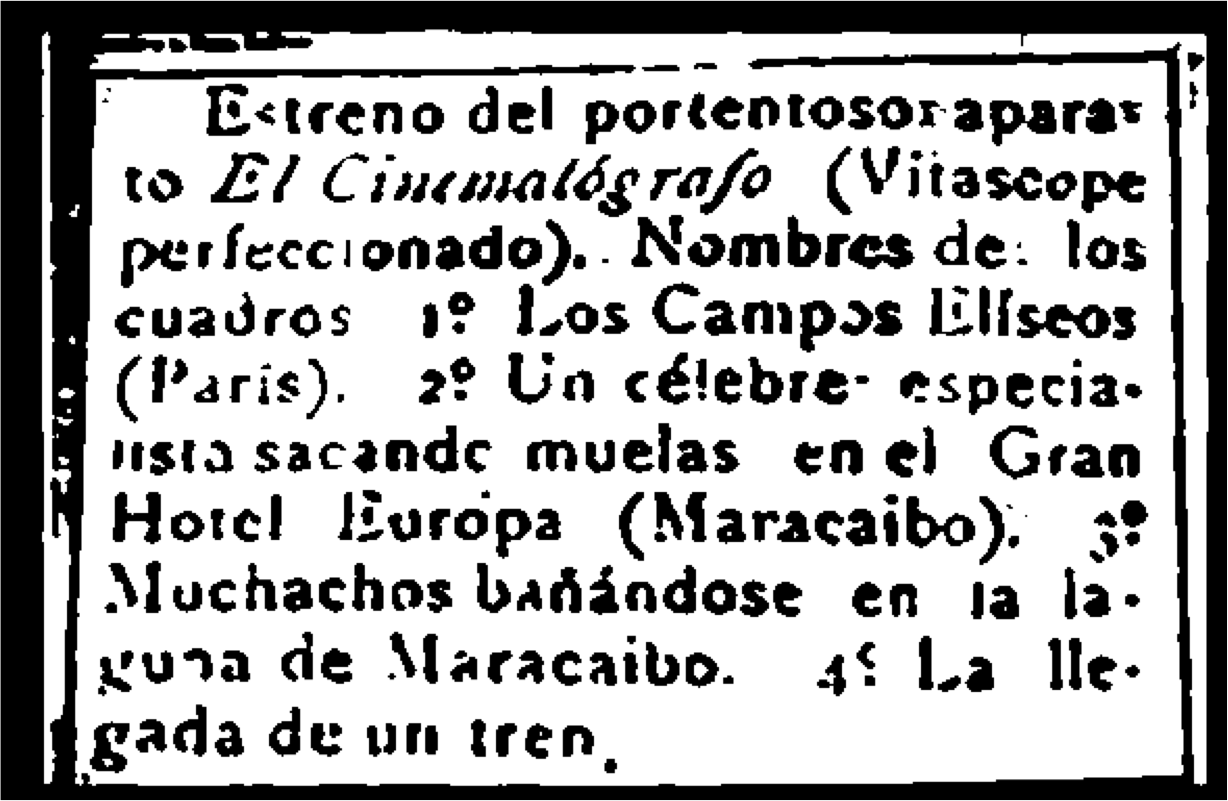
Recorte de diario anunciando el la proyección de películas.

Casi seis meses después de que Venezuela vio la llegada del primer Vitascope, la película venezolana se proyectó el 28 de enero de 1897 en horas del a noche. Fue presentada junto al estreno de Un célebre especialista sacando muelas en el gran Hotel Europa y las películas francesas de los hermanos Lumière: Los Campos Elíseos y L'arrivée d'un train à La Ciotat (La llegada de un tren). Estas películas fueron proyectadas en el Teatro Baralt en Maracaibo.